# Chris Cooper
Christopher Cooper (Kansas City, 9 juli 1951) is een Amerikaanse acteur. Voor zijn bijrol in Adaptation. won hij in 2003 onder meer een Academy Award en een Golden Globe. Daarnaast won hij meer dan vijftien andere acteerprijzen.

## Filmografie
- Matewan (1987) - Joe Kenehan
- Lonesome Dove (1989) - Sheriff July Johnson
- City of Hope (1991) - Riggs
- This Boy's Life (1993) - Roy
- Return to Lonesome Dove (1993) - Sheriff July Johnson
- Money Train (1995) - Torch
- Pharaoh's Army (1995) - kapitein John Hull Abston
- Lone Star (1996) - Sam Deeds
- A Time to Kill (1996) - Hulpsheriff Dwayne Powell Looney
- Breast Men (1997) - Dr. William Larson
- Great Expectations (1998) - Joe
- The Horse Whisperer (1998) - Frank Booker
- October Sky (1999) - John Hickam
- American Beauty (1999) – Kol. Frank Fitts
- The Patriot (2000) – Kol. Harry Burwell
- Me, Myself & Irene (2000) - Lt. Gerke, Massena PD
- The Bourne Identity (2002) - Alexander Conklin
- Adaptation. (2002) – John Laroche
- Interstate 60 (2002) – Bob Cody
- My House in Umbria (2003) – Thomas 'Tom' Riversmith
- Seabiscuit (2003) – Tom Smith
- Silver City (2004) – Dickie Pilager
- Jarhead (2005) - Lt. Col. Kazinski
- Capote (2005) - Alvin Dewey
- Syriana (2005) – Jimmy Pope
- Married Life (2007) - Harry Allen
- Breach (2007) - Robert Hanssen
- The Kingdom (2007) - Grant Sykes
- New York, I Love You (2009) - Alex
- Where the Wild Things Are (2009) - Douglas (stem)
- The Company Men (2010) - Phil Woodward
- The Tempest (2010) - Antonio
- Remember Me (2010) - Neil Craig
- The Town (2010) - Vader van Doug
- The Muppets (2011) - Tex Richman
- The Company You Keep (2012) - Daniel Sloan
- August: Osage County (2013) - Charlie Aiken
- The Amazing Spider-Man 2 (2014) - Norman Osborn
- Demolition (2015) - Phil
- Live by Night (2016) - Chef Figgis
- Cars 3 (2017) - Smokey (stem)
- A Beautiful Day in the Neighborhood (2019) - Jerry Vogel
- Little Women (2019) - Mr. Laurence
- Irresistible (2020) - Jack Hastings
- With/In: Volume 2 (2021) (segment: "Nuts")
- Boston Strangler (2023) - Jack MacLaine
- The History of Sound (2025) - de oudere Lionel